# Популярна музика
Популярна музика — музика яка зазвичай поширюється серед широкої аудиторії за допомогою музичної індустрії. Нею можуть насолоджуватися та виконувати її люди, які мають незначну музичну підготовку

## Визначення
Оригінальне застосування цього терміна стосується музики періоду 1880-х років у Сполучених Штатах. Хоча популярну музику іноді називають "поп-музикою", ці два терміни не є взаємозамінними. Популярна музика - загальний термін для найрізноманітніших жанрів музики, які задовольняють  населення  тоді як поп-музика зазвичай відноситься до певного музичного жанру. Популярні музичні пісні та твори мають мелодії, що легко співаються. Структура пісні популярної музики зазвичай включає повторення розділів, при цьому вірш і приспів або приспів повторюються протягом всієї пісні.
У 2000-х роках завдяки пісням та творам, доступним у вигляді цифрових звукових файлів, музиці стало легше поширюватися з однієї країни в іншу. Деякі популярні музичні форми стали глобальними, тоді як інші мають широку привабливість у місці походження. Завдяки суміші музичних жанрів створюються нові популярні музичні форми, що відображають ідеали світової культури. Приклади Африки, Індонезії та Близького Сходу показують, як західні стилі поп-музики можуть поєднуватися з місцевими музичними традиціями, створюючи нові гібридні стилі. 
Вчені класифікують музику як "популярну" на основі різних факторів, зокрема, чи пісня  стає відома слухачам головним чином завдяки тому, що вони чують музику (на відміну від класичної музики, в якій багато музикантів вивчають твори з нот ); її привабливість для різних слухачів. Продаж "записів" або нотних записів є одним із показників. Оцінка привабливості на основі кількості аудиторії (масової привабливості) або того, чи є аудиторія певного соціального класу, є ще одним способом визначення популярної музики, але це теж має проблеми, оскільки соціальні категорії людей не можуть бути точно застосовані до музичних стилів. Якби дослідження проводились у галузі популярної музики, то в суспільстві існував би рівень стабільності, який би характеризував історичні періоди, розподіл музики та закономірності впливу та наступності в популярних музичних стилях.
Анахід Кассаб'ян розділив популярну музику на чотири категорії; "популярна як популістська ", або який має відтінки   вираження поглядів; "популярна як народна", або про те, що музику люди пишуть самі для себе; "популярний як контркультура " або надання громадянам можливості діяти проти гніту, з яким вони стикаються.   Популярна музика суспільства відображає ідеали, які переважають на момент її виконання або публікації. Девід Рісман заявляє, що молодіжна аудиторія популярної музики вписується або в мажоритарну групу, або в субкультуру. Група більшості слухає комерційні стилі, тоді як субкультури знаходять стиль меншості для передачі власних цінностей. Це дозволяє молоді вибирати, з якою музикою вони ототожнюються, що дає можливість споживачам контролювати ринок популярної музики.
Музичний критик Роберт Крістгау ввів термін "напівпопулярна музика" в 1970 році, щоб описати записи, які здавалися доступними для загального споживання, але виявилися невдалими в комерційному плані. "Я усвідомив, що відбувається щось інше - система розповсюдження, здавалося, похитнулась, FM і все", - пізніше він  посилаючись на записи, такі як The Velvet Underground і The Gilded Палац гріха ("Летючі брати Буріто") мав популістські якості, але не зміг вплинути на рекорд-чарти.  На його думку, симпатія "до неприємного, брутального і короткого часу посилює загальну напівпопулярну тенденцію, коли аплодують ліричній та концептуальній вишуканості, тоді як музична вишуканість — джазові відбивні або класичний дизайн або авангардні інновації - залишається за фахівцями".

## Форма західної популярної музики
Форма в популярній музиці найчастіше буває секційною, найпоширенішими розділами є вірш, хор чи рефрен та бридж. Інші поширені форми включають тридцять дві такти та блюз із дванадцять тактів. Пісні популярної музики рідко складаються з використанням різної музики для кожної строфи тексту,  складені таким чином, називаються " наскрізними ").
Вірш і приспів вважаються основними елементами. Кожен вірш зазвичай має однакову мелодію  , але тексти пісень змінюються для більшості віршів. Приспів зазвичай має мелодичну фразу та ключовий ліричний рядок, який повторюється. Поп-пісні можуть мати вступ та коду, але ці елементи не є важливими для ідентичності більшості пісень. Поп-пісні, в яких використовуються вірші та приспіви, часто мають місток - розділ, який поєднує вірш і приспів в одній або декількох точках пісні.
Вірш і приспів зазвичай повторюються протягом всієї пісні, тоді як бридж, вступ та кода ), як правило, використовуються лише один раз. Деякі поп-пісні можуть мати сольний розділ, особливо у поп-музиці під впливом року чи блюзу. Під час сольної секції один або декілька інструментів відтворюють мелодійну лінію, яка може бути мелодією, яку використовує співак, або, в стилі блюз чи джазу, соло може бути імпровізовано на основі прогресу акордів. В соло, як правило, виступає один інструментальний виконавець.
У формі тридцяти двох тактів використовуються чотири розділи, найчастіше вісім мір завдовжки кожен (4 × 8 = 32), два вірші або розділи A, контрастний розділ B (міст або "середня вісімка") і повернення вірша в останньому розділі A (AABA). Форма хору або форма ABA може поєднуватися з формою AABA у складених формах AABA. Також можуть бути використані такі варіації, як a1 та a2. Повторення акордової прогресії може позначити єдиний розділ у   формі вірша.

## Розвиток у Північній Америці та Європі

### Індустрія популярної музики

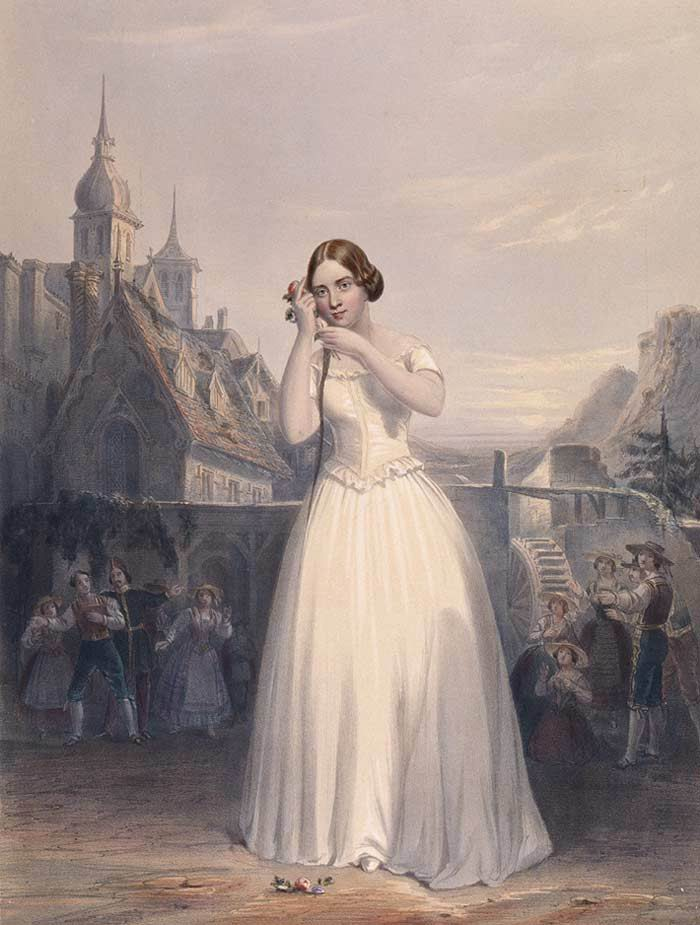
Співачка ХІХ століття Дженні Лінд зобразила виставу "La sonnambula"

"Найважливішою особливістю нової індустрії популярної музики кінця 18 - початку 19 століть була ступінь її зосередженості на товарній формі нот". Наявність недорогих, широко доступних нотних версій популярних пісень та інструментальних музичних творів дозволило поширювати музику серед широкої аудиторії аматорів середнього класу, які могли грати та співати популярну музику вдома. Аматорське музикування в XIX столітті часто зосереджувалося навколо фортепіано, оскільки цей інструмент міг відтворювати мелодії, акорди та басові лінії, що дозволяло піаністу відтворювати популярні пісні та твори.
Виконавці ранньої популярної музики працювали рука об руку з нотною індустрією, щоб просувати популярні ноти. Однією з перших популярних музичних виконавців, яка здобула широку популярність, була шведська оперна співачка Дженні Лінд, яка гастролювала в США в середині 19 століття. На додаток до аматорського музичного мистецтва у вітальні протягом XIX століття, більше людей почало займатися музикою, беручи участь в аматорських хорах або граючи в аматорських оркестрах. 
[джерело?]
Наприкінці XIX століття центр музичної видавничої справи в США знаходився в нью-йоркському районі " Tin Pan Alley ". Видавці музики Tin Pan Alley розробили новий метод просування нотних форм: безперервне просування нових пісень. Одним з технологічних нововведень було фортепіано для гравців. На фортепіано гравця можна записати передачу кваліфікованим піаністом твору на фортепіано. Цей записаний виступ можна було б «відтворити» на іншому фортепіано гравця. Це дозволило більшій кількості меломанів почути нові популярні фортепіанні мелодії. На початку 1900-х років основними тенденціями в популярній музиці були зростаюча популярність театрів водевілів та грамофона. Індустрія звукозапису зростала дуже швидко; "До 1920 р. У Великій Британії було майже 80 звукозаписних компаній і майже 200 у США".  Наявність записів дозволило більшому відсотку населення почути найкращих співаків та колективи. 
[джерело?]
Радіомовна трансляція музики, яка розпочалася на початку 20-х років, допомогла поширити популярні пісні серед величезної аудиторії,  набагато більша частина населення почула пісні у виконанні професійних співаків та музичних ансамблів. Радіомовлення збільшило здатність авторів пісень, співаків та керівників колективів стати національно відомими. Іншим фактором, який допоміг розповсюдити популярну музику, було введення наприкінці 20-х років   звукових фільмів, які також включали музику та пісні. Наприкінці 1920-х і протягом 1930-х років відбувся рух до консолідації звукозаписувальної індустрії.
У 1950–1960-х роках новий винахід телебачення почав відігравати дедалі важливішу роль у розповсюдженні нової популярної музики. Естрадні шоу регулярно демонструють популярних співаків та колективи. У 1960-х роках розвиток нових технологій у записі, таких як багатодорожкові магнітофони, надало звукорежисерам та продюсерам звукозапису поширювати популярну музику. Застосовуючи техніки багатодоріжкового запису, звукорежисери могли створювати нові звуки та звукові ефекти, які були неможливі, використовуючи традиційні "живі" техніки запису. У епоху психоделічної музики 1960-х студія звукозапису використовувалася для створення ще більш незвичайних звуків, щоб імітувати ефект від прийому галюциногенних наркотиків, у деяких піснях використовувались стрічки інструментів, що відтворювались назад.
У 70-х роках тенденція до консолідації в звукозаписуючій індустрії продовжувалась до того, що "... домінування було в руках п'яти величезних транснаціональних організацій, трьох американських (WEA, RCA, CBS) і двох європейських компаній ( EMI, Поліграма )". У 1990-х роках тенденція консолідації набула нового повороту: міжмедіа-консолідація. Ця тенденція призвела до того, що музичні звукозаписні компанії об’єдналися з кінофільмами, телебаченням, журналами та іншими медіа-компаніями, що сприяло просуванню крос-маркетингу між дочірніми компаніями. «Введення цифрового обладнання (мікшерні столи, синтезатори, семплери, секвенсери)» у 1980-х рр. призвело до того, що Музичний словник Грову назвав створенням «нових звукових світів», а також сприяло виробництву музики «зроби сам» музикантами-аматорами та «крихітними» незалежнимизвукозаписними компаніями ". У 1990-х роках доступність програмного забезпечення для звукозапису та програмного забезпечення для ефектів означала, що аматорський інді-гурт міг записати альбом - що вимагало повністю обладнаної студії звукозапису в попередні десятиліття - використовуючи трохи більше ніж ноутбук та якісний мікрофон.  Тим не менш, якість звуку сучасних студій звукозапису все ще перевершує те, що може зробити аматор.

## Зміни
На додаток до багатьох змін у специфічних звуках та використовуваних технологіях, з 1960-х років відбулися зміни у змісті та ключових елементах популярної музики. Популярна музика стала повільнішою; середній показник BPM популярних пісень 1960-х років становив 116, тоді як середній показник BPM популярних пісень з 1960- х років становив 100 BPM. Крім того, пісні, що відтворювались на радіо у 1960-х роках, у середньому тривали лише близько трьох хвилин. На відміну від цього, більшість пісень у рейтингу Billboard Top 5 у 2018 році були тривалістю від 3:21 до 3:40 хвилин.  85% пісень були в мажорному ключі, тоді як лише близько 40% пісень є в мажорному ключі зараз. Тематика та тексти популярної музики також зазнали значних змін, ставши сумнішими , а також більш асоціальними та егоцентричними з 1960-х років.  Також зростає тенденція емоційного змісту пісень, ключових темпів та темпу, що не відповідають загальним асоціаціям; наприклад, швидкі пісні з сумною тематикою або в мінорній тональності, або повільні пісні із більш щасливим змістом або в мажорному ключі.
Існує безліч можливих пояснень багатьох із цих змін. Однією з причин стислості пісень у минулому була фізична здатність записів. Сингли на вінілових платівках, котрі вподобали радіо, мали місце лише близько трьох хвилин музики, фізично обмежуючи можливу тривалість популярних пісень. З винаходом компакт-дисків у 1982 році, а нещодавно і з потоковою передачею, музика може бути довгою чи короткою, як того бажають як автори, так і слухачі. Однак пісні знову стали коротшими, частково через повсюдне потокове передавання. Середня тривалість пісні у 2018 році становила 3 хвилини 30 секунд, що на 20 секунд коротше середньої в 2014 році. Найімовірнішою причиною цього є те, що виконавцям зараз платять за окремий потік, і довші пісні можуть означати менше потоків. Що стосується різниці у тематиці пісень та емоційному змісті, популярна музика з кінця 1960-х років все частіше використовується для сприяння соціальним змінам та політичним програмам.

## Глобальна перспектива
На відміну від західної популярної музики, жанр музики, популярний за межами західної нації, віднесений до світової музики. Це  перетворює популярні музичні стилі в екзотичну та невідому категорію . Західна концепція "Світової музики" гомогенізує багато різних жанрів популярної музики під одним доступним терміном для західної аудиторії. Нові медіа-технології змусили міські музичні стилі просочуватися у віддалені сільські райони по всьому світу. Сільські райони, в свою чергу, можуть дати відгуки міським центрам про нові музичні стилі. Урбанізація, модернізація, вплив іноземної музики та засобів масової інформації сприяли змішанню стилів міської естради. Гібридні стилі також знайшли простір у західній популярній музиці через вирази своєї національної культури. Культури одержувачів запозичують елементи з приймаючих культур і змінюють значення та контекст, знайдені в приймаючій культурі. Багато західних стилів, у свою чергу, стали міжнародними стилями завдяки багатонаціональним студіям звукозапису.

### Африка

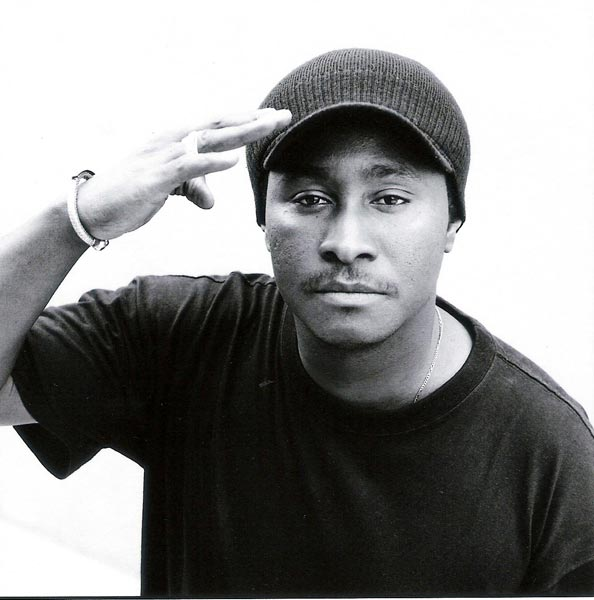
Сенегальський репер Дідьє Аваді

Популярні африканські музичні стилі походять із традиційних жанрів розваг. На африканську популярну музику в цілому вплинули європейські країни, афро-американська та афро-латинська музика, а також стилі, характерні для регіону, які стали популярними серед широкого кола людей.Завдяки значущості та міцним позиціям культури в традиційній африканській музиці, африканська популярна музика має тенденцію залишатися у складі    африканської популярної музики.  Музичний жанр " Масканда" популярний у своїй культурі  ПівденноїАфрики. Хоча масканда - це традиційний музичний жанр за визначенням, люди, які її слухають, впливають на ідеали, які народжуються в музиці  Популярний художник-масканді Фузекхемісі повинен був зменшити політичний вплив у своїй музиці, щоб бути готовим до публічної сфери. Його музичний продюсер, Вест Нікосі, шукав комерційного успіху в музиці Фузехеміс.
Політичні пісні були важливою категорією африканської популярної музики у різні часи. Під час боротьби континенту проти колоніального панування націоналістичні пісні підвищували моральний дух громадян. Ці пісні базувались на західних маршах і гімнах, що відображали європейську систему освіти, в якій росли перші націоналістичні лідери. Не всі африканські політичні пісні базувались на західних стилях. Наприклад, у Південній Африці політичні пісні під час руху проти апартеїду базувались на традиційних племінних стилях поряд з гібридними формами імпортних жанрів. Активісти використовували пісні протесту та свободи, щоб переконати людей активізуватися, отримати освіту в боротьбі та надати іншим можливість бути політично свідомими. Ці пісні відображали нюанси між різними класами, які брали участь у визвольній боротьбі.
Одним із жанрів, які люди в Африці використовують для політичного вираження, є хіп-хоп. Хоча хіп-хоп в Африці базується на північноамериканському шаблоні, він був перероблений, щоб надати нові значення для африканської молоді. Це дозволяє жанру мати вплив як на місцевому, так і на глобальному рівні.  Африканська молодь формується завдяки швидкозростаючій здатності жанру спілкуватися, навчати, розширювати можливості та розважати.  Музиканти, які почали працювати в жанрах, таких як масканда, стали артистами хіп-хопу, щоб забезпечити собі міцніший кар'єрний шлях. Африканський хіп-хоп формує молодіжну культуру, інтелект громади та  глобальну солідарність

### Азія

#### Індонезія

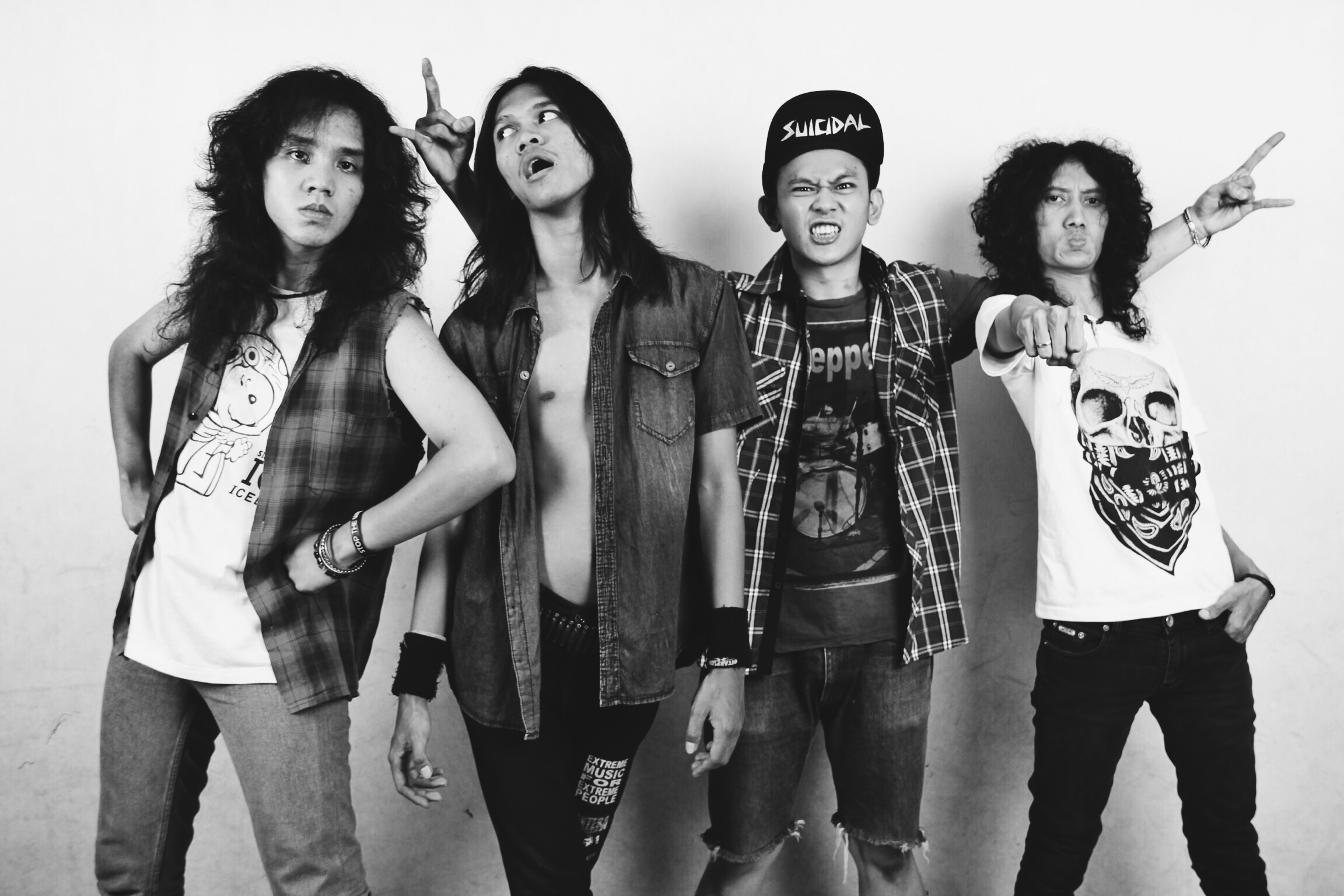
KRAS, також відомий як Heavy Metal Punk Machine, є індонезійським метал-гуртом

Популярна музика в Індонезії може бути віднесена до гібридних форм західного року. Жанр музики, Dangdut, - жанр популярної музики, спеціально винайдений в Індонезії. Дангдут сформував два інших стилі популярної музики, індо-поп та андеграунд.  Жанр бере шумний інструментарій ,дозволяє легко слухати, як індо-поп. Дангдут намагається сформувати багато популярних музичних жанрів, таких як рок, поп та традиційна музика, щоб створити  новий звук, який відповідає смаку споживачів. Цей жанр сформувався у більший соціальний рух, що включає одяг, молодіжну культуру, відродження ісламу та капіталістичну індустрію розваг.
Ще одна музична сцена, яка популярна в Індонезії, - це панк-рок. Цей жанр був сформований в Індонезії завдяки місцевим інтерпретаціям засобів масової інформації великого глобального панк-руху. Джеремі Валах стверджує, що, хоча Green Day розглядався як "смерть панка", в Індонезії вони стали каталізатором для більш широкого панк-руху.  Панк в Індонезії закликає англомовний світ прийняти глобальні секти панк-культури та стати відкритими для транснаціонального жанру.

#### Китай
У дослідженні 2015 року, в якому брали участь молоді студенти в Шанхаї, молодь заявила, що їм подобається слухати китайську та англо-американську популярну музику. Є три способи, якими молоді люди Китаю мали доступ до світової музики. Першою причиною стала зміна політики з кінця 1970-х років, коли країна була відкрита для решти світу, замість того, щоб бути замкнутою в собі. Це створило більше можливостей для китайців взаємодіяти з людьми за межами країни , щоб створити більш глобалізовану культуру. Друга причина полягає в тому, що китайська телевізійна та музична індустрія з 1980-х років транслювала телевізійні шоу із сусідніх азійських суспільств та Заходу. Третя причина - вплив Інтернету та смартфонів на доступність потокової музики.
У 2015 році студенти в Китаї становили 30,2% населення Інтернету в Китаї, а третім і п’ятим за популярністю використання Інтернету було використання Інтернету музики та Інтернету. Молоді люди описували можливість спілкування з емоціями та мовою китайської музики, але також насолоджувались мелодіями англо-американської музики. Студенти  вважали, що прослуховування англійської музики покращить їх знання англійської мови.

#### Середній Схід

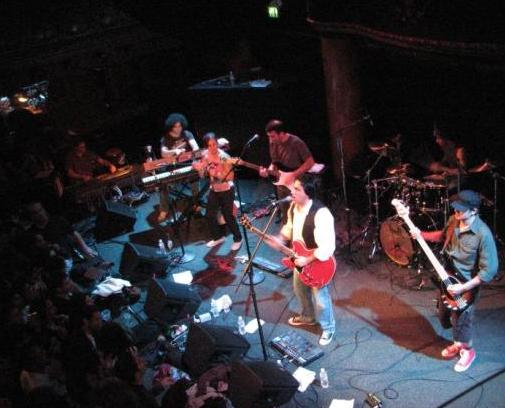
Іранський рок-гурт Kiosk, концерт у 2007 році

Модернізація музики в арабському світі передбачала запозичення натхнення у турецькій музиці та західних музичних стилях. Єгипетська співачка Умм Култум заявила,
"Ми повинні поважати себе та своє мистецтво. Індіанці дали нам гарний приклад - вони виявляють велику повагу до себе та свого мистецтва. Де б вони не були, вони одягають рідну сукню, а їхня музика відома у всьому світі. Це правильний шлях ".
Вона обговорила це, щоб пояснити, чому Єгипту та арабському світу потрібно пишатися популярними музичними стилями, що походять з їхньої культури, щоб стилі не були втрачені в процесі модернізації. Місцеві музиканти вивчили західні інструментальні стилі для створення власних популярних стилів. Громади в усьому арабському світі приділяють велике значення своїм корінним музичним стилям, асимілюючись до нових музичних стилів із сусідніх країн. Протягом 1980-х та 1990-х років   метал став популярною  субкультурою на Близькому Сході. Так само, як і їхні західні колеги, близькі східні послідовники металу висловлювали почуття відчуженості. Але їхні думки виходили з війни та соціальних обмежень для молоді.
В інтерв’ю іранських підлітків між 1990 і 2004 роками молодь загалом віддавала перевагу західній популярній музиці, хоча вона була заборонена урядом. Іранські андеграундні рок-групи складаються з молодих, міських, освічених, відносно забезпечених та глобальних осіб.  Молодь, яка бере участь у андеграундній музиці на Близькому Сході, усвідомлює соціальні обмеження своїх країн, але не оптимістично ставиться до соціальних змін. Іранські рок-групи зайняли позицію інтернаціоналістів, щоб висловити своє протистояння дискурсам у своїх національних урядах.

## Подальше читання
- Т. В. Адорно з Г. Сімпсоном: «Про популярну музику», Дослідження з філософії та соціальних наук, ix (1941), 17–48
- Д. Брекетт: Інтерпретація популярної музики (Кембридж, 1995)
- Брьовіг-Ганссен, Рагнхілд і Даніельсен, Енн (2016). Цифрові підписи: Вплив оцифровки на звук популярної музики. MIT Press.ISBN 9780262034142
- Ларрі Фрімен: Мелодія триває: 50 років популярної пісні (Watkins Glen, NY: Century House, 1951). 212 с. Примітка. Включає хронологію "50 років пісенних хітів" на стор. 193-215.
- П. Гаммонд: Оксфордський супутник популярної музики (Оксфорд, 1991)
- Хаддікс, Чак. Rags to Be-bop: Sounds of Kansas City Music, 1890-1945. [Текст] Чак Хаддікс (Канзас-Сіті, Міссурі: Університет Міссурі в Канзас-Сіті, Університетські бібліотеки, Архів звуку Марра, 1991). Без ISBN
- П. Харді та Д. Лейнг: Супутник Фабера популярній музиці ХХ століття (Лондон, 1990 р.)
- Р. Івашкін: Популярна музика: довідковий посібник (Нью-Йорк, 1986)
- Дж. Котарба, Б. Меррілл, Дж. П. Вільямс та П. Ванніні Розуміння суспільства через популярну музику. Нью-Йорк: Routledge, 2013 (друге видання). )ISBN 9780415 641951
- Ларкін, Колін. Енциклопедія популярної музики. Oxford University Press, 2006ISBN 9780195313734 (10 томів)
- Р. Міддлтон: Вивчення популярної музики (Мілтон Кейнс, 1990)
- Мур, Аллан Ф., вид. Аналіз популярної музики. Кембриджська університетська преса, 2003.
- М. Сорс Келлер : «Продовження опери з іншими засобами: опера, неаполітанська пісня та популярна музика серед італійських іммігрантів за кордоном», Forum Italicum, Vol. XLIX (2015), No 3, 1–20.